# Gare de Saint-Jean-Pied-de-Port
Gare de Saint-Jean-Pied-de-Port – stacja kolejowa w Saint-Jean-Pied-de-Port, w departamencie Pireneje Atlantyckie, w regionie Nowa Akwitania, we Francji. Jest stacją końcową na linii Bajonna – Saint-Jean-Pied-de-Port.
Stacja znajduje się poniżej centrum Saint-Jean-Pied-de-Port, w pobliżu gmin Ispoure i Uhart-Cize.
| Saint-Jean-Pied-de-Port                 |
| Linia Bajonna – Saint-Jean-Pied-de-Port |
| Ossès – Saint-Martin-d’Arrossa          |